# Slöinge landskommun
Slöinge landskommun  var en tidigare kommun i Hallands län.

## Administrativ historik
När 1862 års kommunalförordningar trädde i kraft inrättades i Sverige cirka 2 500 kommuner. Huvuddelen av dessa var landskommuner (baserade på den äldre sockenindelningen), vartill kom 89 städer och åtta köpingar. Då inrättades i  Slöinge socken i Årstads härad i Halland denna kommun. 
Vid kommunreformen 1952 uppgick denna  landskommun i Årstads landskommun som senare 1971 uppgick i Falkenbergs kommun.

## Politik

### Mandatfördelning i Slöinge landskommun 1938-1946
| 8 | 1 | 4 | 7 |

| 19 |

| 8 | 5 | 7 |

| 19 |

| 8 | 1 | 5 | 6 |

| 18 |